# Celesiria

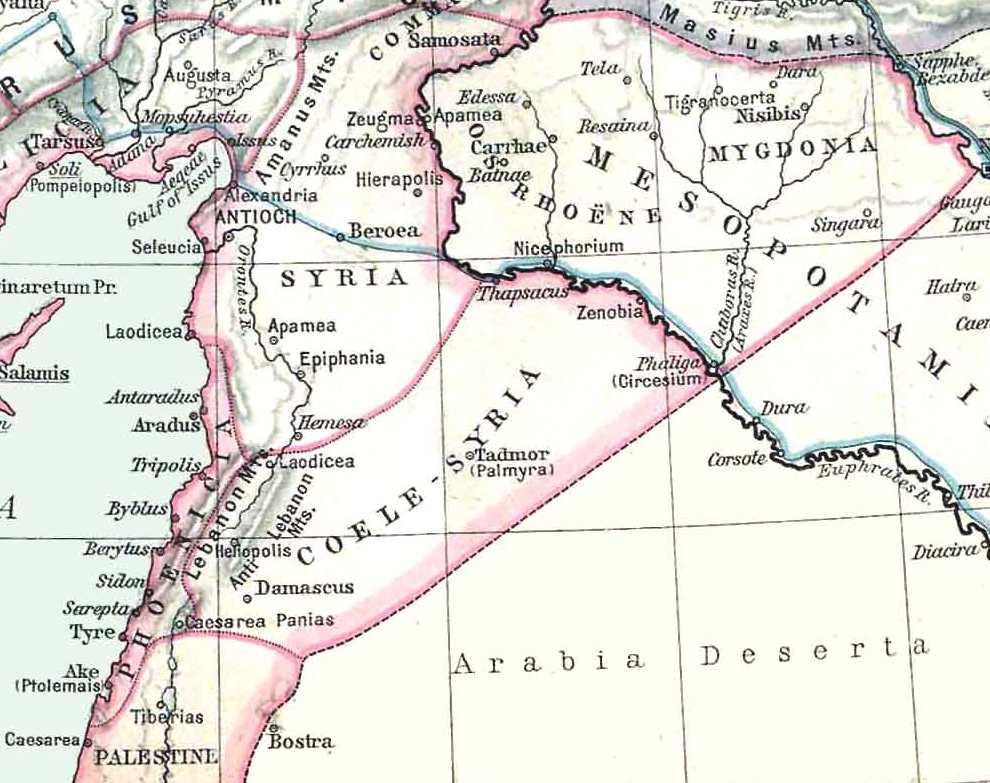
Siria e Celesiria ("Coele-Syria") in una Carta dell'antica Asia minore (Karte Kleinasiens in der Antike) di William Robert Shepherd, 1923, che ritrae la situazione dopo le riforme amministrative del Tardo Impero

La Celesiria (gr. ἡ κοίλη Συρία hē kòilē Syrìa letteralmente "la Siria concava", lat. Syria Coele) era il nome dato in epoca ellenistica, e mantenuto poi durante il dominio romano, a quella regione compresa tra le catene montuose del Libano e dell'Anti-Libano, in quella che è la pianura della Beqā‘ dell'attuale Stato libanese (anche se sono stati correnti anche usi più estensivi del termine).
Il generale di Alessandro Magno, Tolomeo I Sotere, occupò per primo la Celesiria nel 318 a.C., che però abbandonò rapidamente nel 313 a.C., quando radunò la coalizione contro Antigono Monoftalmo. Nel 312 a.C., Tolomeo sconfisse Demetrio I di Macedonia, figlio di Antigono, nella Battaglia di Gaza e tornò ad occupare la regione.
Demetrio vinse poi una battaglia contro il generale di Tolomeo e Antigono fece il suo ingresso in forze in Siria: Tolomeo dovette di nuovo abbandonare la regione, ma questo rovescio fu di breve durata perché lasciò il posto a una rapida controffensiva di Seleuco, che s'impadronì di Babilonia. Nel 302, Tolomeo radunò una nuova coalizione contro Antigono e rioccupò la Celesiria, prima di abbandonarla di nuovo per la falsa voce che voleva che Antigono avesse conseguito una nuova vittoria. Fu solo dopo che Antigono fu sconfitto nella Battaglia di Ipso nel 301 a.C. che gli poté ritornarvi. La Celesiria fu allora affidata a Seleuco.
L'area fu già arabizzata nel I secolo a.C. dai Nabatei, ma divenne ancor più importante prima dell'apparire dell'Islam, perché in essa s'installò la dinastia araba dei cristiani Ghassanidi, alleata di Costantinopoli, tanto che il suo sovrano era annoverato come filarca ('comandante amico') nel cerimoniale di corte bizantino e autorizzato a sfilare subito dopo l'imperatore nel corso delle numerose cerimonie ufficiali che si svolgevano nella "Seconda Roma" sul Bosforo: onore ribadito nei banchetti, allorché il basileus ospitava accanto a sé il re ghassanide.

## Governatori romani di Celesiria
- Lucio Mario Massimo Perpetuo Aureliano (208)

| Controllo di autorità | GND (DE) 113813256X |